# Leav/e/arth
Leav/e/arth ist eine Alternative-Rock-Band aus Cleveland, Ohio.

## Geschichte
Leav/e/arth wurde im Jahr 2011 unter dem Namen Visionaries in Cleveland, Ohio gegründet und besteht aus Sängerin Leah Stenger, den Gitarristen David Lewis und Benji Blum, Bassist Luke Baumgardner und Schlagzeuger Jared Kapalin.
Am 11. Januar 2017 wurde die Band von inVogue Records unter Vertrag genommen, das Musikvideo zu The Other Side herausgebracht und das Debütalbum A Perfect Disarray für den 7. April 2017 angekündigt. Wenige Tage vor Veröffentlichung des Albums brachte die Gruppe das Musikvideo zu The End heraus. Zwischen dem 4. und 15. April 2017 spielt die Gruppe eine Tour zur Albumveröffentlichung.

## Stil
Die Musik wird als atmosphärischer Alternative Rock beschrieben, wobei der Gesang von Leah Stenger als soulvoll bezeichnet wird.

## Diskografie
- 2017: A Perfect Disarray (Album, inVogue Records)